# Ipomoea aquatica
Espèce
Classification phylogénétique
Statut de conservation UICN

 LC  : Préoccupation mineure
Ipomoea aquatica, le liseron d'eau, ipomée aquatique, patate aquatique ou kangkong, est une espèce de plantes dicotylédones de la famille des Convolvulaceae, tribu des Ipomoeeae, originaire d'Extrême-Orient.
C'est une plante herbacée, annuelle ou pérenne, semi-aquatique, à tiges creuses, qui pousse dans les marais ou dans les terres humides, mais qui ne tolère pas l'eau salée. Originaire d'Asie, l'espèce est désormais présente dans toutes les régions tropicales d'Afrique, d'Amérique et d'Océanie. Ipomoea aquatica est une plante adventice qui tend à devenir une mauvaise herbe des rizières humides et des plantations de canne à sucre et qui peut envahir les canaux d'irrigation et de navigation. Les États-Unis l'ont classée comme « federal noxious weed » (mauvaise herbe nuisible). En Asie du Sud et du Sud-Est, la patate aquatique est un légume-feuille consommé cuit ou cru de diverses manières (sauté, frit, bouilli ou cuit à la vapeur). Les tiges feuillées sont récoltées soit sur des plantes sauvages, soit sur des plantes cultivées à cette fin. Elles peuvent aussi servir de fourrage pour le bétail.

## Description
Ipomoea aquatica est une plante herbacée vivace, rampante ou flottante. Les tiges cylindriques, creuses, spongieuses, glabres ou poilues au niveau des nœuds, rampantes et s'enracinant aux nœuds, flottant en milieu aquatique, peuvent atteindre plus de 3 mètres de long. Elles contiennent un suc blanc laiteux. Les feuilles, alternes, simples, au pétiole glabre de 3 à 15 cm de long, ont un limbe, glabre ou rarement pileux, de forme très variable. Le limbe est généralement de forme sagittée (en forme de flèche), mais très variable : tronquée, cordée, sagittée ou hastée à la base, aiguë ou obtuse et mucronée à l'apex, mais toujours à marge entière. Il peut atteindre 8 à 12 cm, voire 17 cm de long sur 4 à 8 cm de large. Il se maintient au-dessus de l'eau lorsque la tige est flottante. Le pétiole long permet de distinguer cette plante, à un stade précoce de développement, d'une espèce proche, Merremia tridentata, qui a des pétioles courts,.
Les fleurs, grandes, voyantes, en forme d'entonnoir ressemblant à celles du volubilis, sont solitaires ou, rarement, groupées en cymes axillaires peu fournies, portées par un pédoncule de 1,5 à 8,0 cm de long et des pédicelles de 2 à 5 cm de long. Le calice, de 6 à 8 mm de long, glabre, est composé de sépales sub-égaux, ovales-oblongs, obtus et finement mucronés, à fines marges claires. La corolle infundibuliforme, de couleur mauve, rose-lilas ou rarement blanche, peut atteindre 8 centimètres de large. Les étamines, au filament couvert de poils à la base sont incluses dans la corolle. Le fruit est une capsule ovoïde ou sphérique, ligneuse à maturité, de 7 à 8 mm de long, contenant 2 à 4 graines trigones, grisâtres, souvent pubescentes (à poils courts),,.

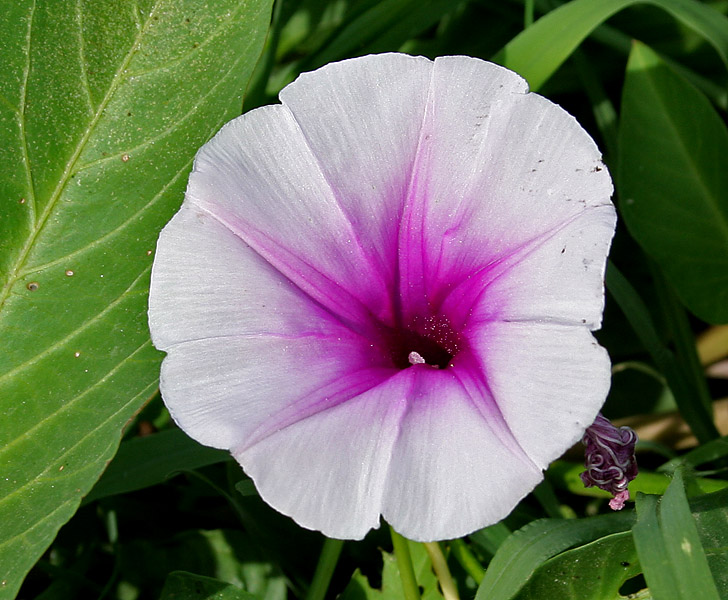
Fleur.
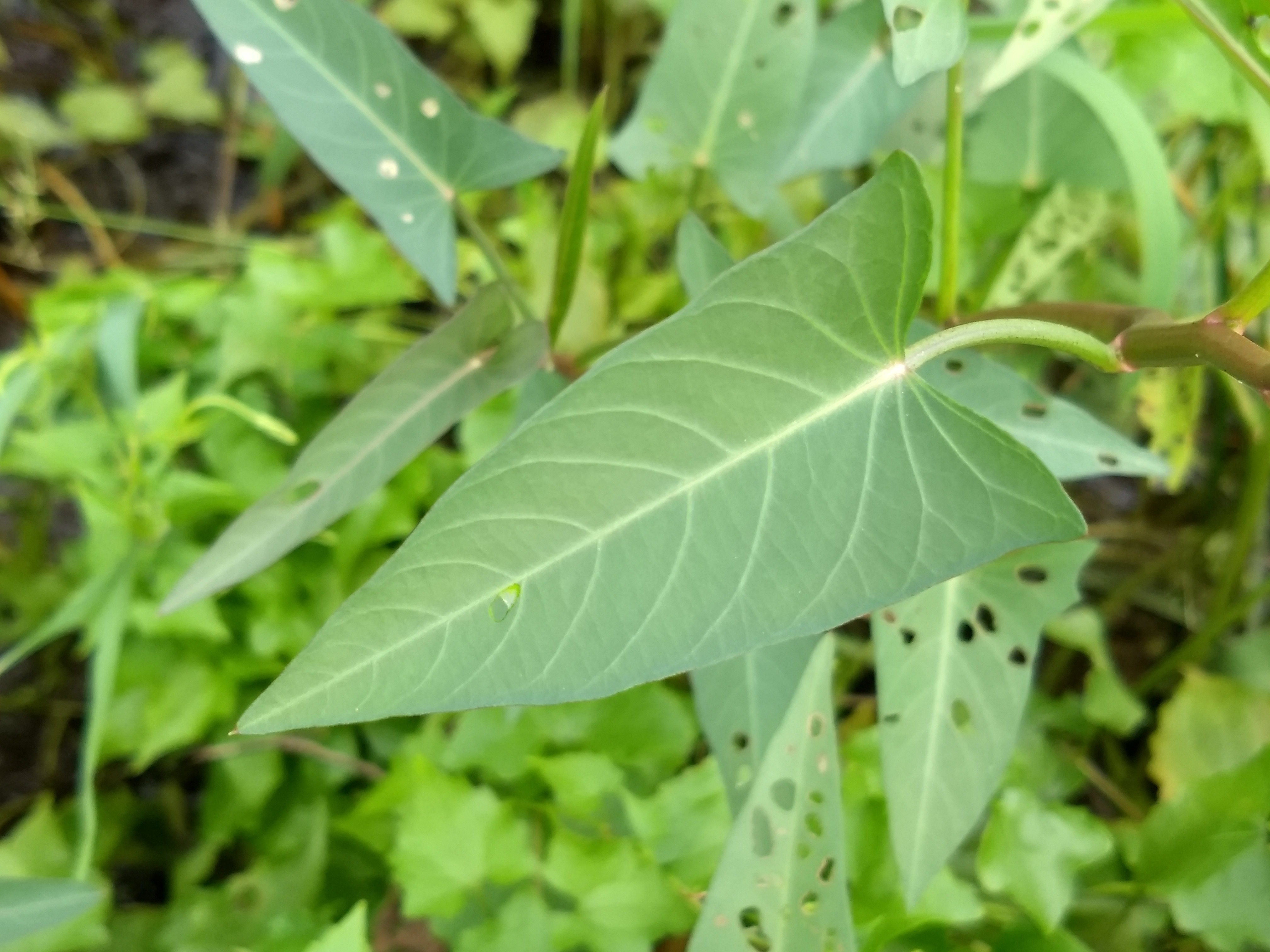
Feuille.
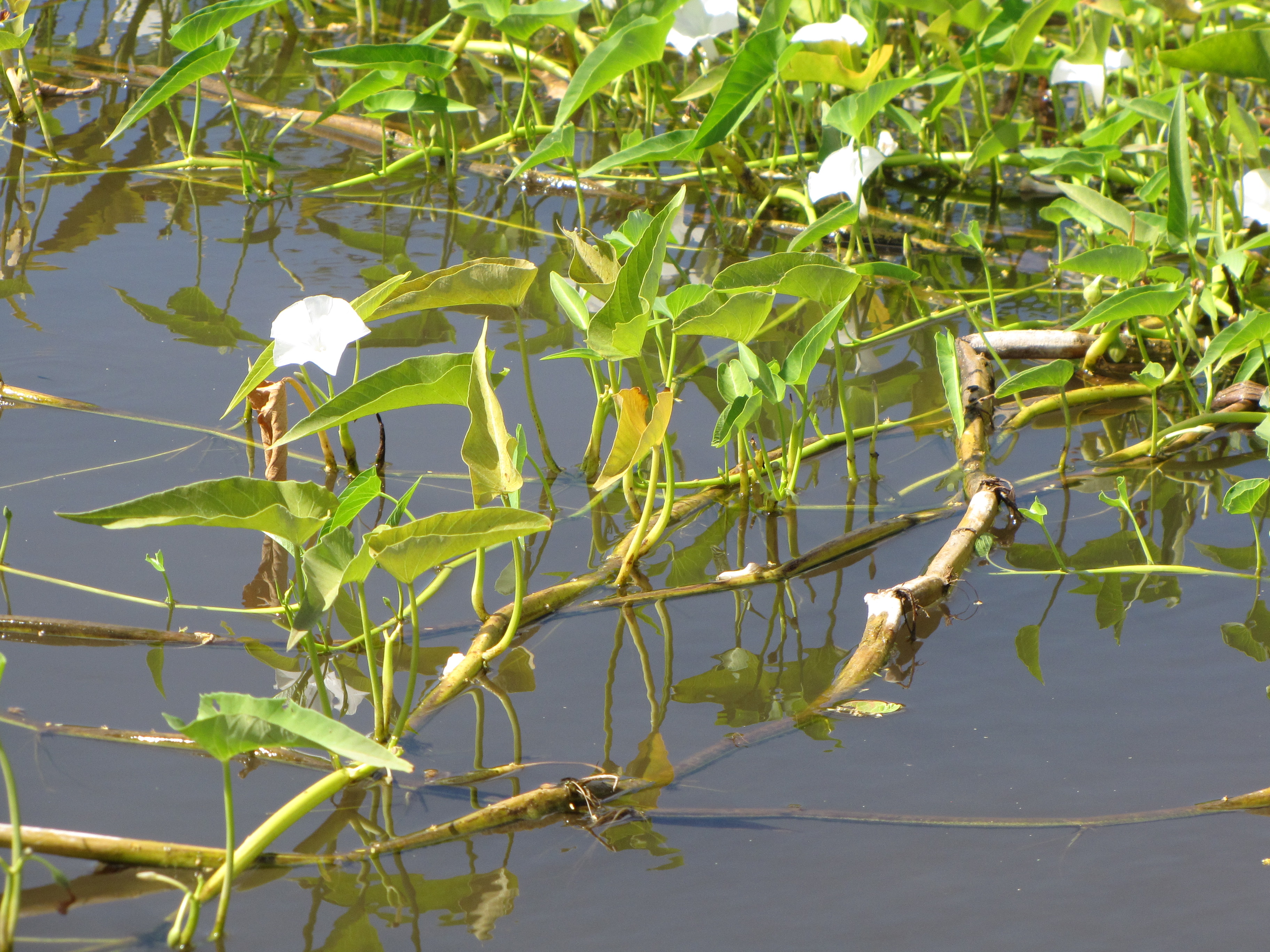
Tiges flottantes.

## Distribution et habitat
Ipomoea aquatica est une espèce originaire du centre et du sud de la Chine. Son aire de répartition actuelle s'étend en Asie, en Afrique tropicale, en Australie et dans les îles du Pacifique, en Amérique du Sud tropicale, en Amérique centrale et aux États-Unis, régions où elle a été introduite notamment par la culture et s'est souvent naturalisée.
L'espèce s'adapte à tous les habitats aquatiques d'eau douce des zones tropicales et subtropicales. En effet c'est une plante sensible aux gelées, qui ne pousse pas bien lorsque la température est inférieure à 23,9 °C. On la rencontre principalement dans les canaux et les fossés, mais elle envahit également les lacs. La plante pousse bien dans les terres humides comme dans les eaux calmes ou avec un léger courant, par exemple dans les berges boueuses, les bas-fonds marécageux, les eaux peu profondes des étangs et lacs d’eau douce. En raison de sa croissance prolifique, cette espèce peut envahir des zones cultivées humides, telles que les rizières et les plantations de canne à sucre. Cette espèce peut également poser certains problèmes. En effet ses longues tiges flottantes forment, parfois avec d’autres plantes aquatiques des genres Eichhornia (comme la jacinthe d'eau) et Salvinia (comme la salvinie nageante), des tapis denses qui peuvent entraver l’écoulement de l’eau, nuire à la pêche et gêner la navigation dans les eaux douces,.

## Caractère envahissant

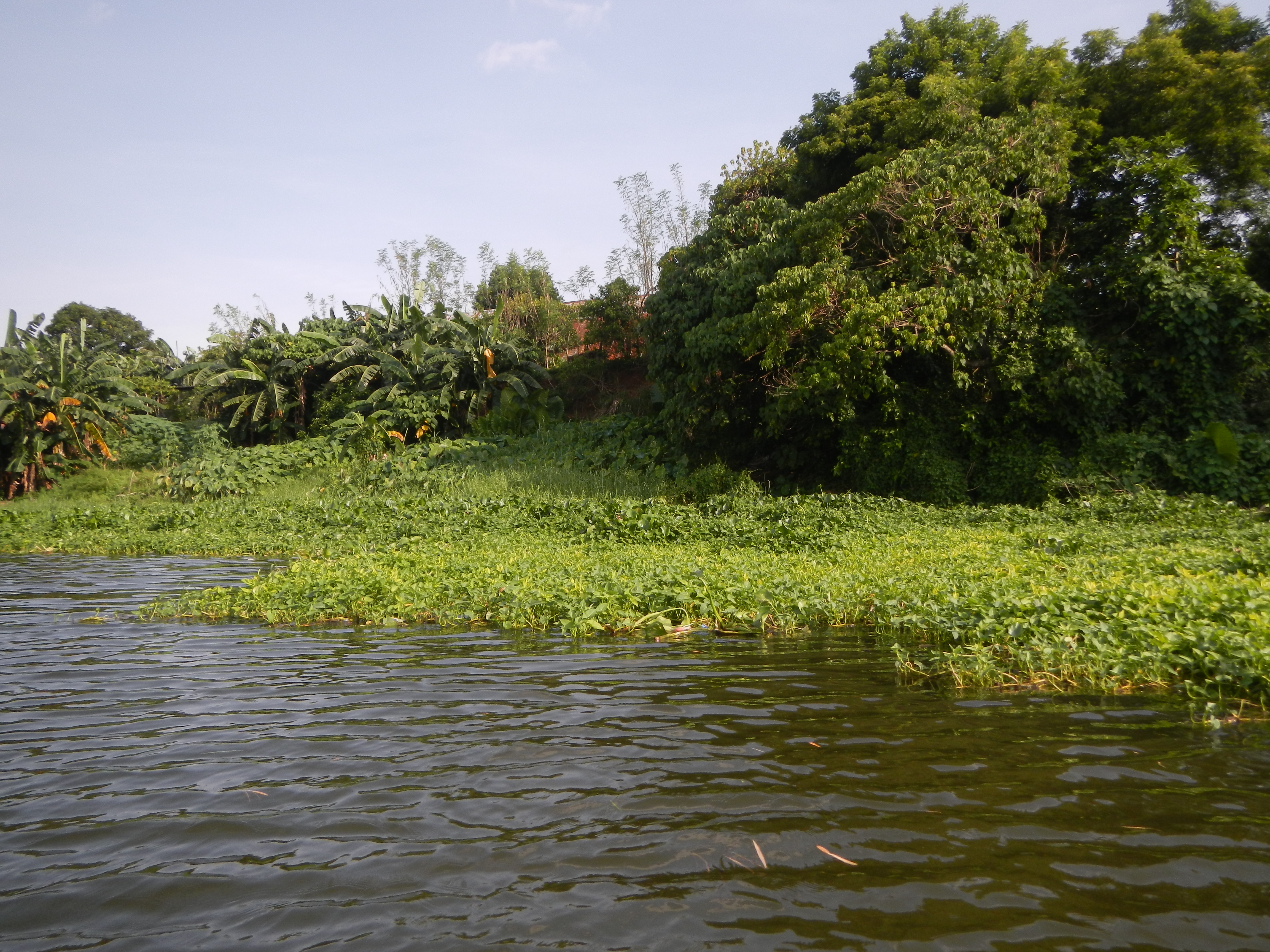
Liseron d'eau sur les berges de l'Angat (Philippines).

Aux États-Unis, où l'espèce a été introduite dans les années 1970, le département de l'Agriculture des États-Unis (USDA) a classé  Ipomoea aquatica  parmi les noxious weed (mauvaise herbe nuisible), en particulier dans les États de Floride, Californie et Hawaï, où cette plante peut être observée poussant à l'état sauvage. Ipomoea aquatica a été largement cultivée au Texas pendant plus de 30 ans, où elle avait été apportée par des immigrants asiatiques. En l'absence de preuve indiquant que la plante s'était échappée dans la nature, le Texas a levé l'interdiction de la cultiver pour un usage personnel, sans restriction ni exigence particulière, compte tenu de son importance en tant que légume dans certaines cultures, et a également autorisé sa culture à des fins commerciales sous condition de détention d'un « permis d'espèce exotique ». Au Sri Lanka, le liseron aquatique envahit les zones humides, dans lesquelles ses longues tiges flottantes forment des nattes denses pouvant bloquer l’écoulement de l’eau dans les canaux de drainage et de contrôle des crues, et empêcher le passage des bateaux.
Aux Philippines, où elle a tendance à envahir les zones marginales d’eau douce, elle est considérée comme la deuxième espèce végétale à problèmes. Les tiges entrelacées d'Ipomoea aquatica flottant sur les plans d'eau privent de lumière les plantes indigènes submergées et rivalisent avec les plantes indigènes émergées. Ces masses de végétation enchevêtrée remplacent les plantes indigènes qui sont importantes pour les poissons et la faune sauvage et peuvent créer un milieu d’eau stagnante propice à la reproduction des moustiques.
Dans de nombreuses régions tropicales, c'est une mauvaise herbe commune et parfois dommageable aux cultures.

## Taxinomie
L'espèce a été décrite par le botaniste suédois, Pehr Forsskål, qui a découvert la plante au Yémen et a proposé, et publié en 1775 dans sa Flora Aegyptiaco-Arabica, le nom binominal toujours utilisé de nos jours, Ipomoea aquatica. La particularité de la découverte de Forsskåll réside dans le fait qu’il a rapporté la plante d’une zone désertique où l’espèce n’est probablement pas indigène. L'espèce a reçu plusieurs autres noms qui n'ont pas été retenus, notamment pour des raisons de typification :  Convolvulus reptans L. (1753). Convolvulus sagittae-folia Burman f. (1768), Ipomoea reptans (L.) Poiret (1814).

### Relations phylogénétiques
L'espèce Ipomoea aquatica a été placée dans la section Ipomoea sect. Erpipomoea (sous-genre Eriospermum), créée par  Choisy  en 1845, aux côtés d’Ipomoea pes-caprae (L.) R. Brown et d'une série d'autres espèces. Depuis les taxonomistes ont admis qu’Erpipomoea était probablement polyphylétique, mais le taxon a été conservé faute d'alternative claire.
Des études de morphologie et de génétique moléculaire indiquent maintenant qu’Ipomoea asarifolia (Desrousseaux), Roemer et Schultes et Ipomoea pes-caprae sont liées et que les autres espèces sont éloignées de ce couple, mais les relations exactes d’Ipomoea aquatica avec les autres espèces restent problématiques. Certaines études ont suggéré une alliance d’Ipomoea aquatica avec la section Ipomoea sect. Mina. Certaines données morphologiques et moléculaires indiquent néanmoins que Ipomoea aquatica est effectivement alliée à Ipomoea cairica et Ipomoea ochracea. Ainsi retirée de la section Erpipomoea, Ipomoea aquatica pourrait être placée dans la section Ipomoea sect. Leiocalyx (type Ipomoea kentrocarpa Hochstetter ex A. Richard). Avec cette circonscription modifiée, la section Erpipomoea est limitée à Ipomoea pes-caprae, Ipomoea asarifolia et à leurs alliés. Plusieurs espèces du groupe proche d’Ipomoea aquatica (Ipomoea cairica, Ipomoea obscura, Ipomoea ochracea) sont disséminées de l'ouest de l’Afrique et du sous-continent indien jusqu'au nord de l’Australie et en Chine. Ces affinités phylogénétiques ne contredisent pas une origine d’Asie du Sud-Est pour Ipomoea aquatica.

### Synonymes
Selon Catalogue of Life (23 octobre 2019) :
- Batatas incurva Benth ;
- Convolvulus adansonii Desr. ;
- Convolvulus clappertonii Spreng. ;
- Convolvulus incurvus Schum. & Thonn. ;
- Convolvulus repens Vahl (syn. ambigu) ;
- Convolvulus rostratus Zipp. ex Span. ;
- Ipomoea clappertonii R. Br. ;
- Ipomoea incurva G. Don ;
- Ipomoea natans Dinter & Süsseng. ;
- Ipomoea repens Roth (syn. ambigu) ;
- Ipomoea reptans Poir. ;
- Ipomoea sagittifolia Hook. & Arn. (syn. ambigu) ;
- Ipomoea subdentata Miq.

### Liste des variétés
Selon World Checklist of Selected Plant Families (WCSP) (23 octobre 2019) :
- Ipomoea aquatica var. aquatica ;
- Ipomoea aquatica var. heterophylla (Hallier f.) Rendle (1905).

## Biologie
Le liseron d'eau est une plante des plaines tropicales humides, où elle se rencontre jusqu'à 1 000 mètres d'altitude. Il pousse mieux dans les régions où la température diurne annuelle est comprise entre 15 et 35 °C, mais peut tolérer des températures allant de 10 à 40 °C. Il préfère une pluviométrie annuelle moyenne comprise entre 2000 et 2 500 mm, mais tolère entre des variations allant de 700 à 4 200 mm.
Cette espèce se reproduit principalement par multiplication végétative, par l'enracinement des tiges aux nœuds mais aussi par les stolons. La plante peut également se reproduire par les graines, principalement pendant la saison sèche, quand elle pousse sur des terres inondées de façon saisonnière. Elle se comporte comme une plante annuelle lorsque la sécheresse ne permet pas sa survie.
La plante est largement répandue comme adventice des marais dans toutes les régions tropicales et dans de nombreuses zones de plaine subtropicales.
Le liseron d'eau est une plante de jours courts, la floraison précoce étant induite par des jours courts de moins de 12 heures. La floraison est également stimulée par la sécheresse.

### Ennemis naturels
De nombreux organismes vivants ont été signalés parmi les ennemis naturels d’Ipomoeae aquatica, dont des espèces de , :
- champignons : Albugo ipomoeae-aquaticae et à Albugo ipomoeae-panduratae (rouille blanche de la patate douce), responsables de la maladie de la rouille, ainsi que d'autres espèces appartenant aux genres Cercospora, Alternaria, Cercosporella et Phomopsis ;
- nématodes : Meloidogyne javanica, anguillule javanaise à nœud des racines, signalé au Nigeria, Meloidogyne hapla (nématode à galles des racines, à Taïwan), et des espèces du genre Paratrophurus dans les îles Ryukyu ;
- mollusques gastéropodes : genre Segmentina sp., Pomacea canaliculata (ces mollusques sont susceptibles de transmettre des parasites nocifs pour l'homme) ;
- insectes : Spodoptera litura[22], Diacrisia strigatula[22], Metriona circumdata (casside indomalaise), Metriona bicolor (casside dorée de la patate douce) et Terophagus proserpina, Lygus rugulipennis (capside de la luzerne, punaises se nourrissant des tissus foliaires), Diabrotica undecimpunctata (chrysomèle maculée du concombre), Myzus persicae (puceron vert du pêcher).

La connaissance de ces organismes est intéressante d'une part pour limiter les dégâts éventuels sur les cultures de liseron d'eau dans les pays concernés, principalement en Asie, d'autre part pour trouver des méthodes de lutte biologique dans les régions où le liseron d'eau se comporte comme une adventice des cultures ou une plante envahissante.

## Culture

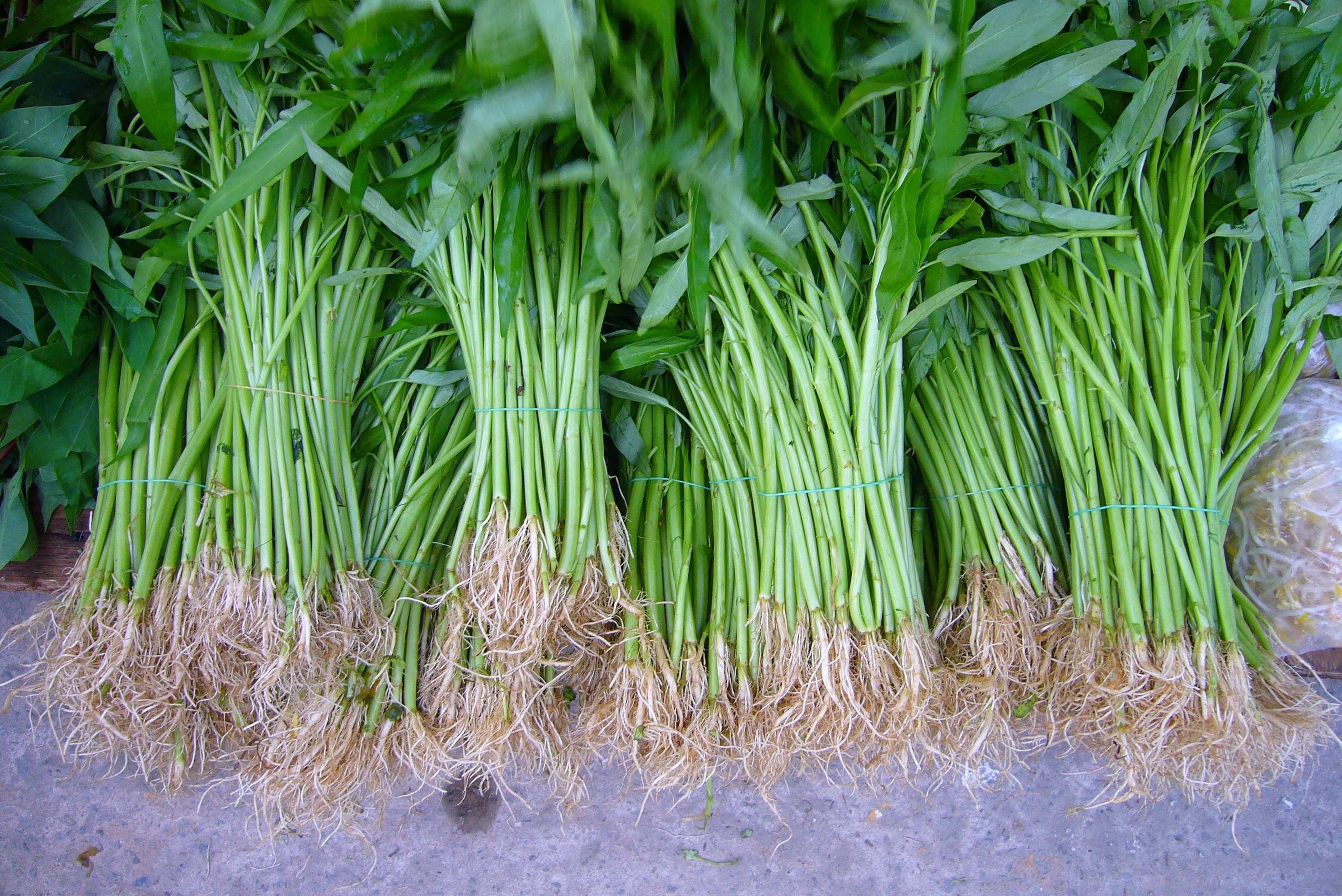
Liseron d'eau, Ong choy, en vente dans un marché de Malaisie.

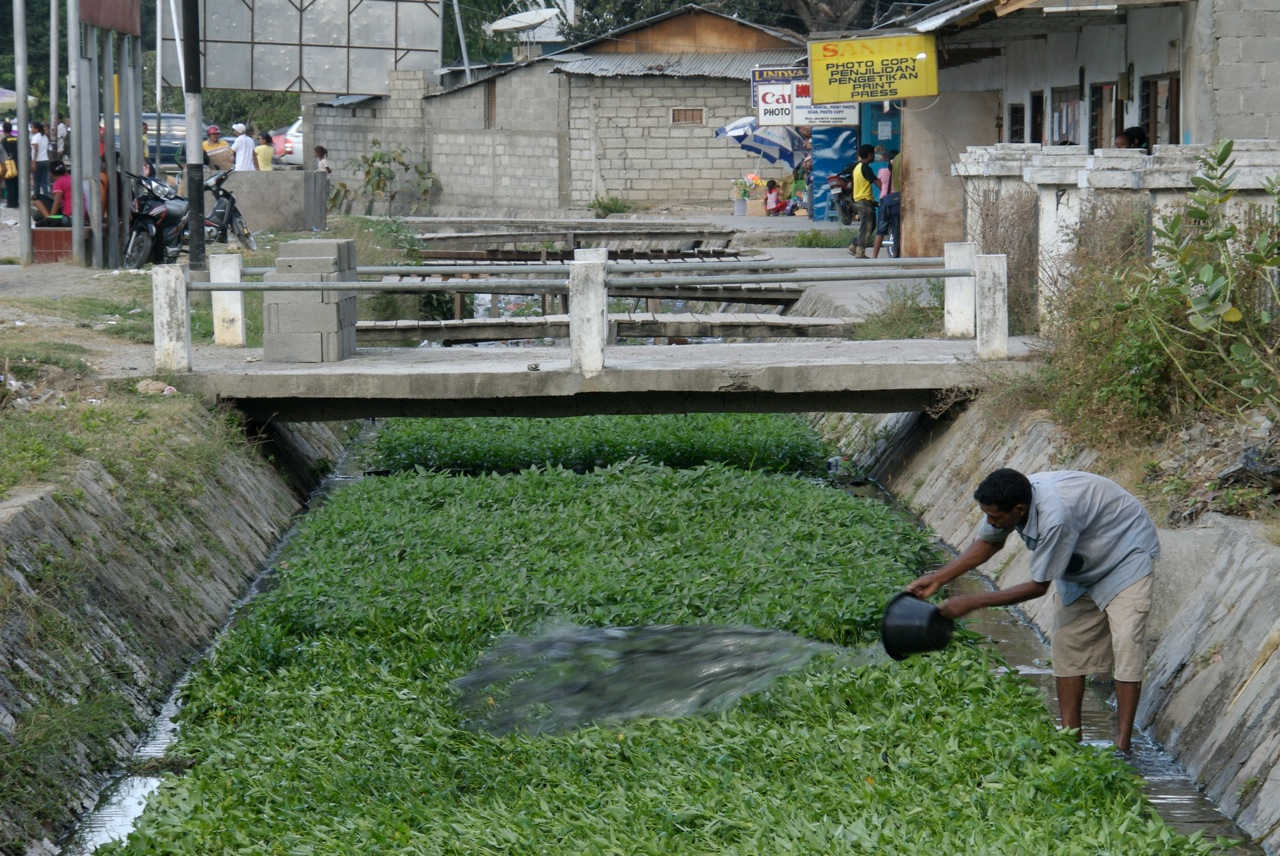
Culture d'épinards d'eau (kanko) dans un chenal d'assainissement à Dili (Timor oriental).

Le liseron d'eau est cultivé surtout en Asie de l’Est, du Sud et du Sud-Est. Il pousse naturellement dans les cours d'eau et nécessite peu de soins, voire aucun. Ce légume est également extrêmement populaire à Taïwan, où il pousse très bien. Pendant l'occupation japonaise de Singapour lors de la Seconde Guerre mondiale, le liseron d'eau s'est remarquablement développé et est devenu une culture populaire en temps de guerre.
C'est une plante à croissance très rapide, très facile à cultiver, qui pousse bien en plein soleil. Elle réussit dans des bacs, des étangs et dans des eaux stagnantes. Elle tolère une vaste gamme de sols, y compris les argiles lourdes, et préfère un pH compris entre 5 et 7. Les meilleurs rendements en feuilles sont obtenus de plantes cultivées dans des sols riches en matière organique.
Des branches latérales commencent à se développer à partir de bourgeons cotylédonaires 2 à 3 semaines après le semis. Ensuite, l’axe principal et les axes latéraux produisent chacun une feuille tous les 2 à 3 jours. La ramification est retardée voire presque supprimée, chez les cultivars sélectionnés pour une récolte unique ou pour un repiquage. La récolte des feuilles par coupes répétées peut commencer environ un mois après l’établissement des plantes. La floraison commence après un délai de 2 à 5 mois, mais la plante continue à former de nouvelles feuilles.
Différents cultivars ont étét sélectionnés. Deux formes principales existent en culture :
- une forme vivace à courte durée de vie, qui croît dans des sols très humides et dans l’eau (elle correspond à la variété Ipomoea aquatica var. aquatica). Cette forme peut donner des rendements allant jusqu'à 90 tonnes par hectare en Thaïlande ;
- une forme rampante annuelle qui tolère des conditions plus sèches (elle correspond à la variété Ipomoea aquatica var. reptans). En culture sur des terres sèches, le rendement par coupe peut aller de 7 à 30 tonnes par hectare, soit une moyenne de 20 tonnes. En théorie, on peut avoir une coupe chaque mois, ce qui donne un rendement potentiel d'environ 240 tonnes par hectare et par an[18].

La maladie la plus courante du kangkong est la rouille blanche due à Albugo ipomoeae-panduratae. Elle se traduit par des taches blanches sur les feuilles, ce qui diminue leur qualité marchande. D'une manière générale, les cultures récoltées en une seule fois sont moins sujettes aux attaques de maladies et ravageurs que celles récoltées par coupes répétées. Dans ce dernier cas, les attaques de chenilles de Spodoptera litura et de Diacrisia strigatula, ainsi que des pucerons et des nématodes à galles (Meloidogyne sp.) peuvent causer de sérieux dégâts.

## Utilisation

### Plante alimentaire

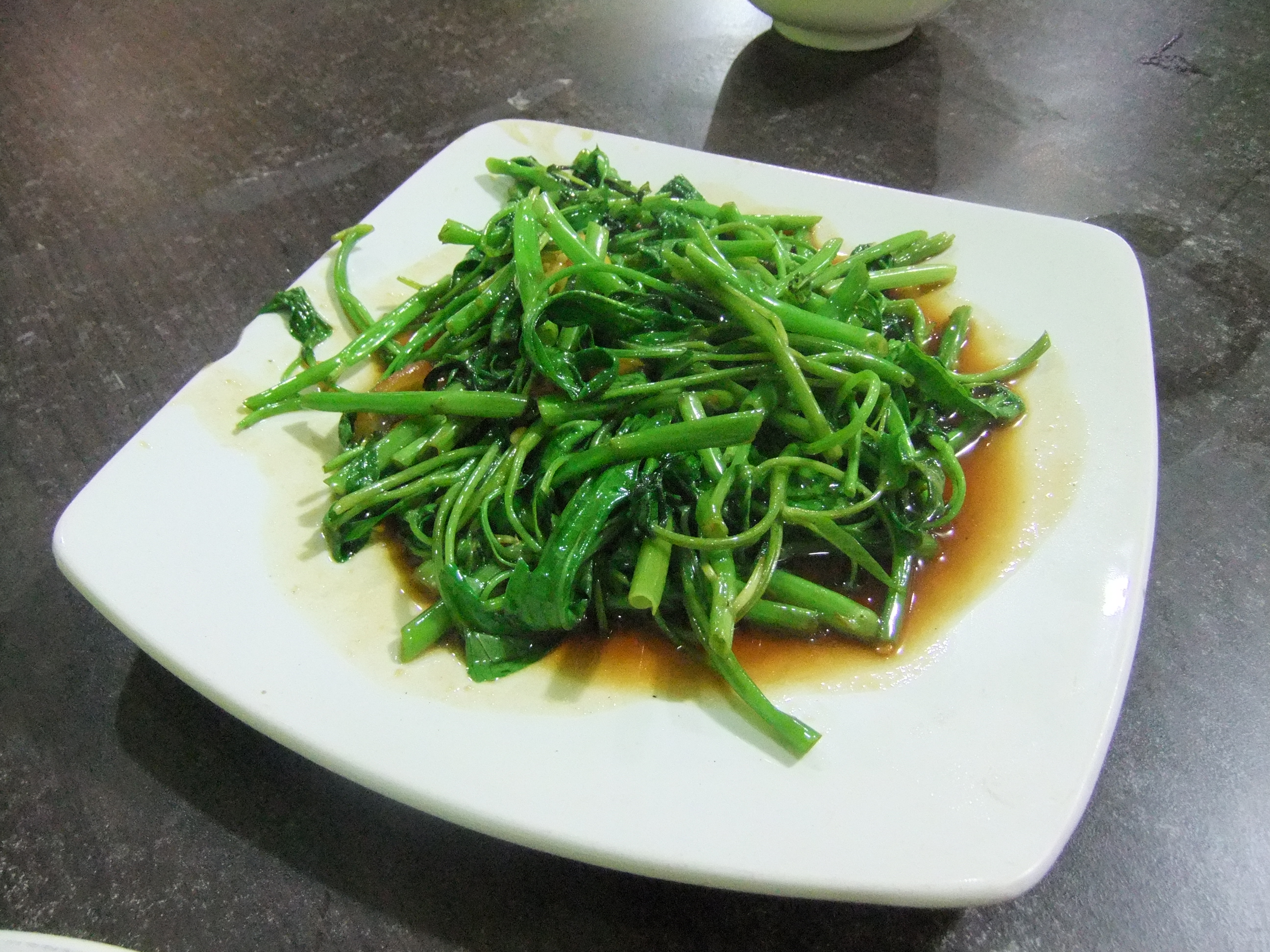
Tumis kangkung servi à Makassar.

#### Valeur nutritionnelle
Les caractéristiques des feuilles du liseron d'eau, propriétés antioxydantes, faible valeur calorique (19 calories/100 g de poids frais) et teneur relativement faible en matière grasse, expliquent que ce légume soit souvent recommandé par les diététiciens dans les programmes destinés à perdre du poids ou lutter contre le cholestérol.
Les feuilles de liseron d'eau contiennent une quantité abondante d’antioxydants phénoliques tels que le β-carotène, la lutéine, la xanthine et la cryptoxanthine.
Les feuilles fraîches et crues contiennent d’excellents niveaux d’acide ascorbique. 100 g de légumes verts fournissent 55 mg ou 92 % des apports journaliers recommandés (AJR) en vitamine C. Elles sont une des sources les plus abondantes de vitamine A, similaire aux feuilles d'autres légumes verts courants comme les épinards, le chou frisé, le cresson, etc. 100 grammes de feuilles fraîches contiennent 6 300 UI ou 210 % des AJR pour cette vitamine. Elles sont également riches en plusieurs vitamines du groupe B, telles que la riboflavine (B2, 8 % des AJR), la niacine (B3, 5,5 %), la pyridoxine (B6, 7 %), l'acide folique (B9, 14 %), etc.
De plus, ce légume contient également des minéraux tels que le fer (21 % des AJR), le calcium (8 %), le potassium (7 %), le magnésium (18 %), le manganèse (7 %) et le phosphore (5,5 %).

#### Usages culinaires
Comestibles, les feuilles et les jeunes pousses du liseron d'eau sont un légume apprécié dans la cuisine d’Asie de l’Est, du Sud et du Sud-Est et sont généralement consommées sautées, comme dans le kangkong sauté. Ce légume est connu en Chine sous le nom de kongxincai (空心菜), au Cambodge sous celui de trâkuon (ត្រកួន), au Viêt Nam sous celui de rau muống (prononciation : zo muɔ̃ ). À la Réunion, le liseron d'eau est consommé en brèdes.
Au Cambodge, le liseron d'eau peut aussi entrer dans la composition de soupes diverses.

À Singapour, en Indonésie et en Malaisie, les pousses tendres ainsi que les feuilles sont généralement sautées avec du piment, de l'ail , du gingembre, de la pâte de crevettes séchée (belacan / terasi) et d'autres épices. Dans l'État de Penang et à Ipoh (Malaisie), elles sont cuites avec de la seiche et une sauce douce et épicée. Également appelé « eng chhai » dans le dialecte hokkien, le liseron d'eau peut également être bouilli avec des seiches en conserve, puis rincé et mélangé à une pâte épicée « rojak » pour devenir le « jiu hu eng chhai ».

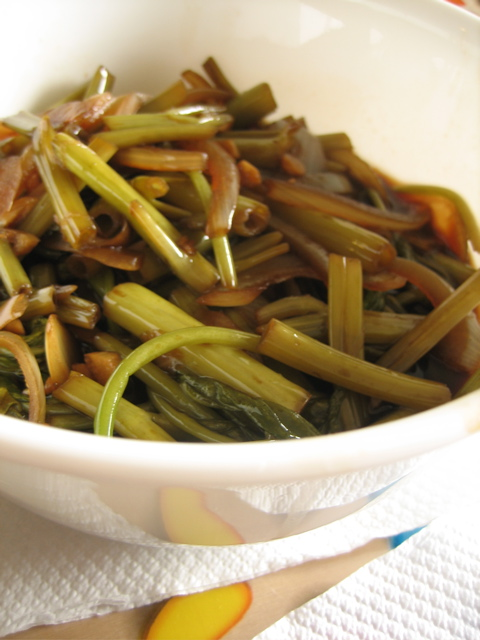
adobong kangkóng (cuisine philippine).
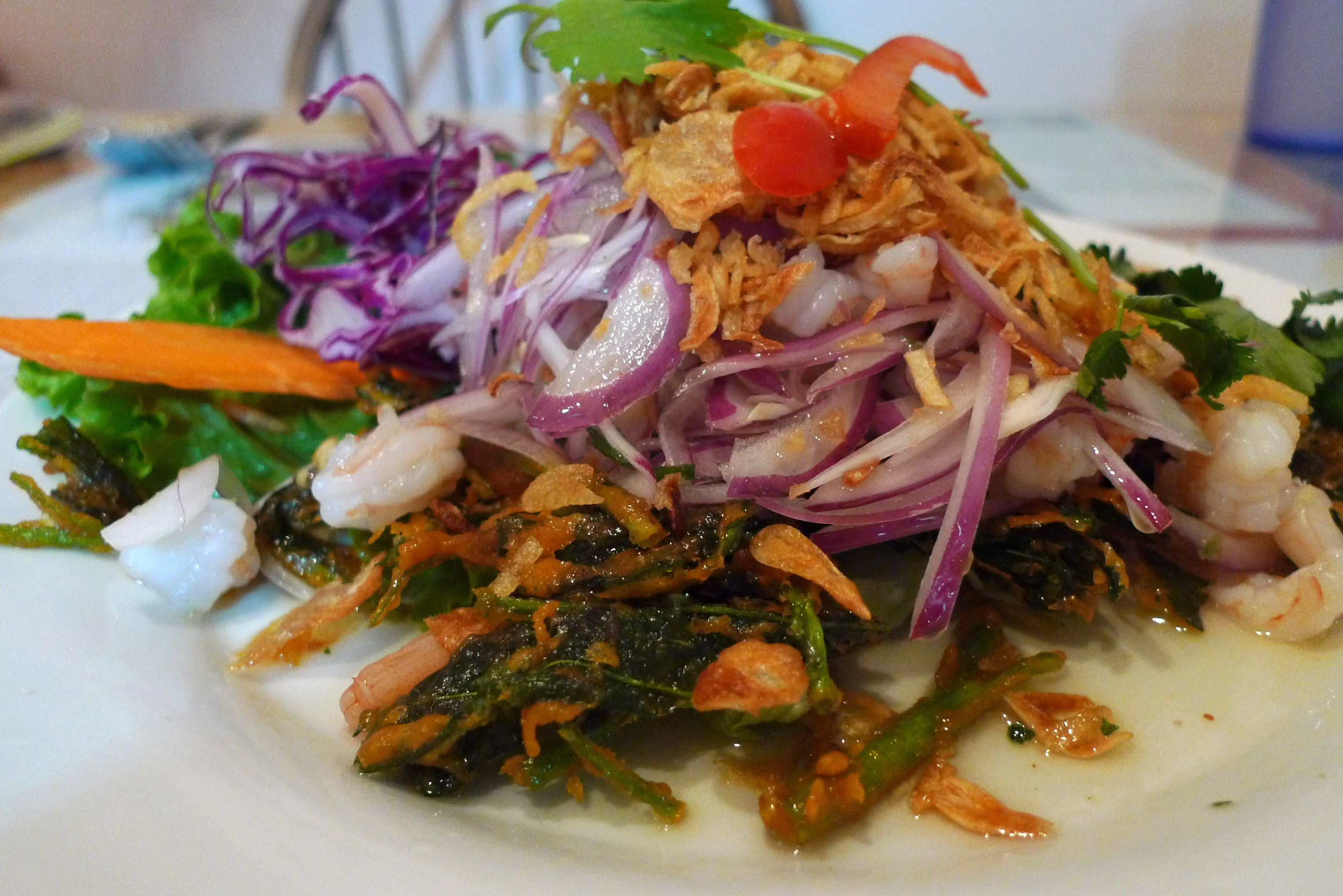
ensaladang kangkóng (cuisine philippine).
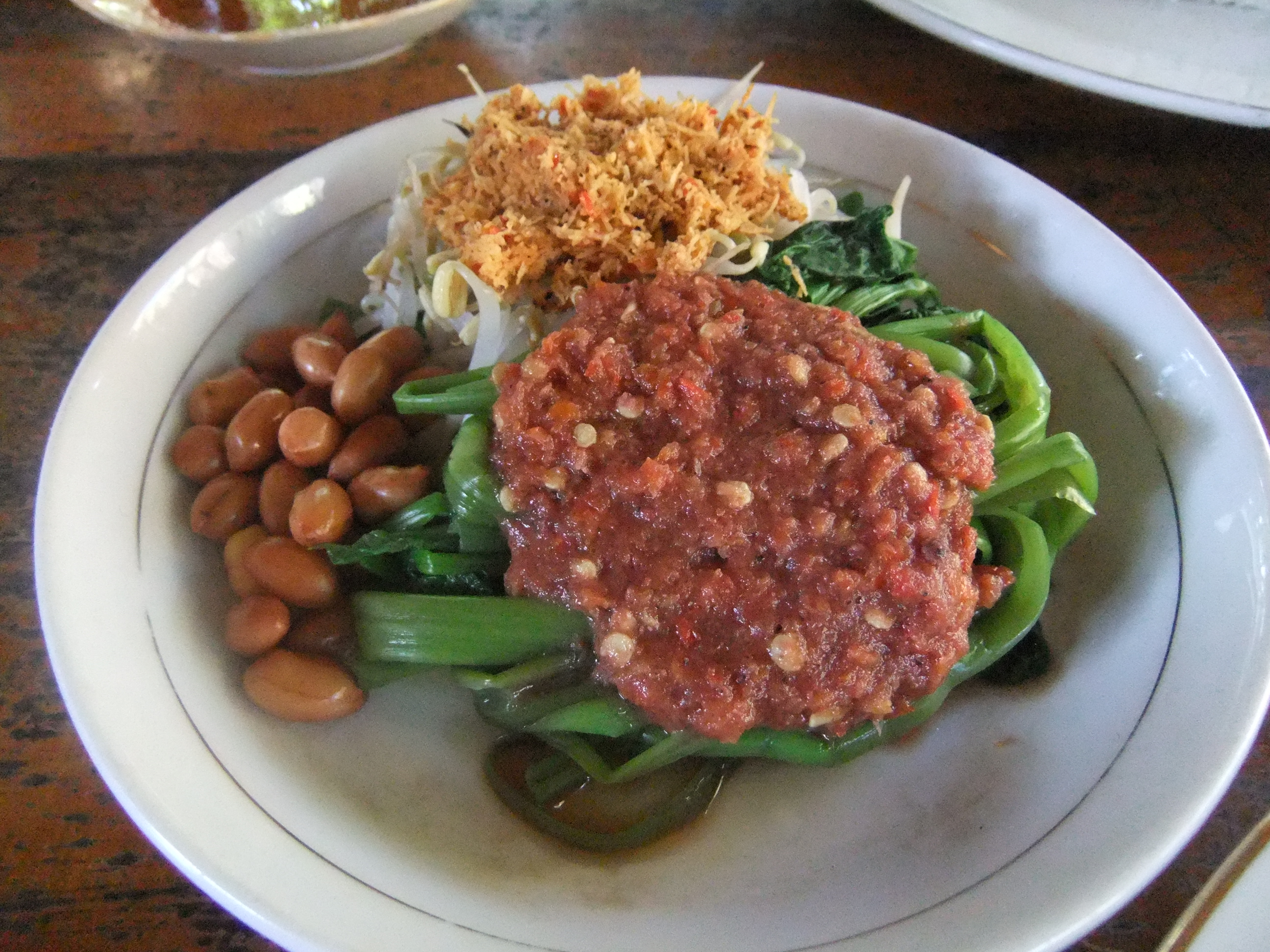
plecing kangkung (cuisine indonésienne de Lombok
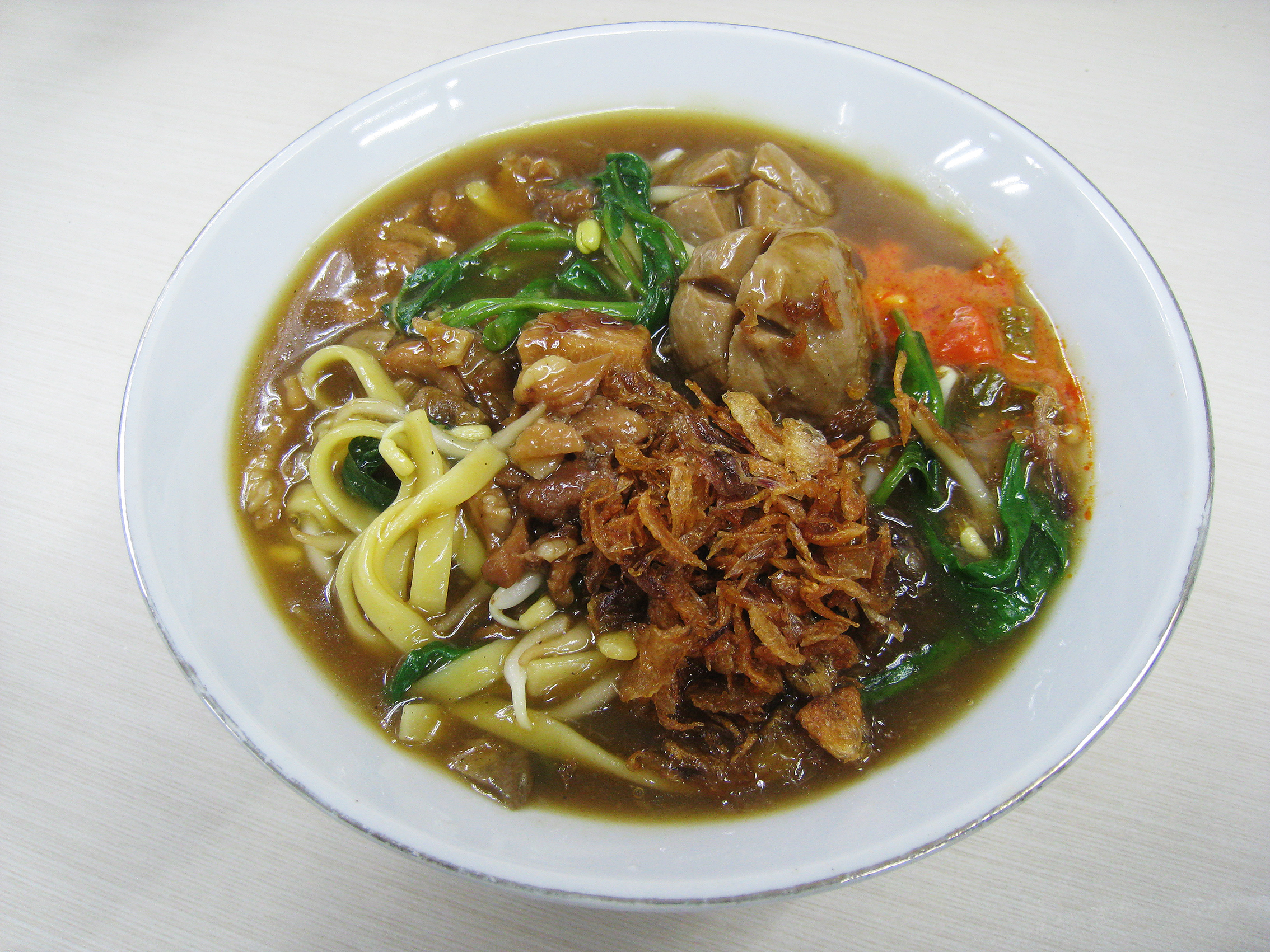
mie kangkung, avec des nouilles (cuisine indonésienne).

Dans la cuisine indonésienne, le liseron d'eau ou kangkung, bouilli ou blanchi avec d'autres légumes, constitue l'ingrédient principal des salades gado-gado ou pecel, avec une sauce aux cacahuètes. Parmi les recettes utilisant le kangkung, figurent le plecing kangkung de Lombok, et le mie kangkung (kangkong) de Jakarta.

Dans la cuisine thaïlandaise, le liseron d'eau, appelé phak bung (thaï : ผักบุ้ง), est consommé cru, souvent avec de la salade de papaye verte (som tam) ou une sauce piquante (nam phrik), ou bien dans des sautés et des currys, tels que le kaeng som.

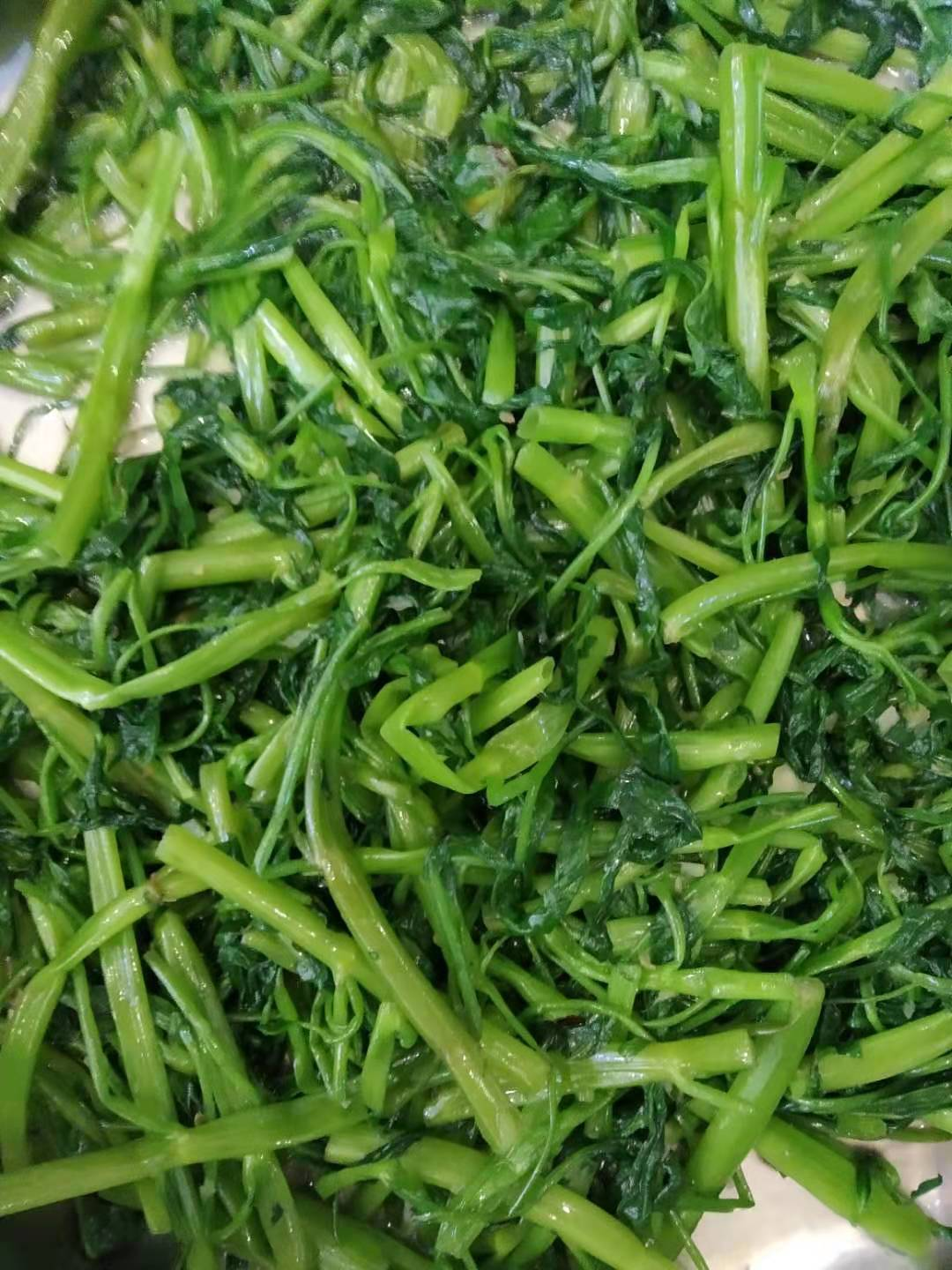
kōngxīncài (cuisine chinoise).
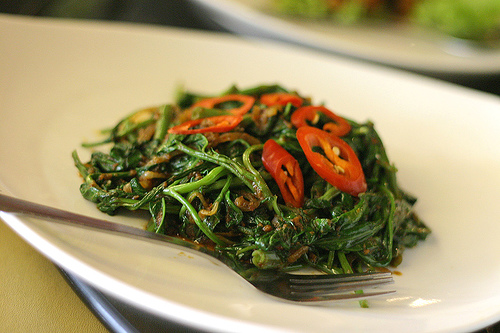
kangkung belacan (cuisine malaisienne).
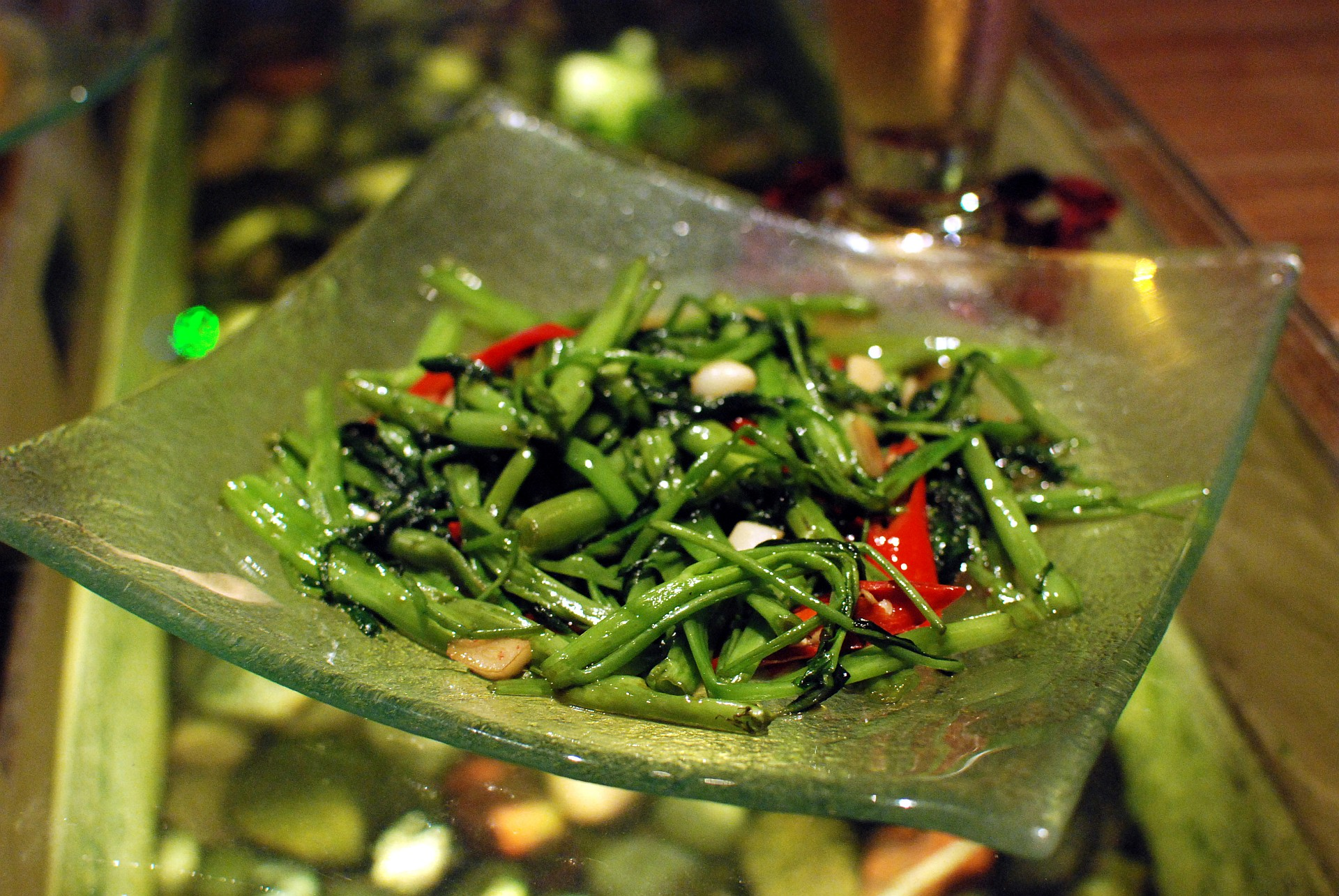
pak boong fai daeng (cuisine thaïlandaise).
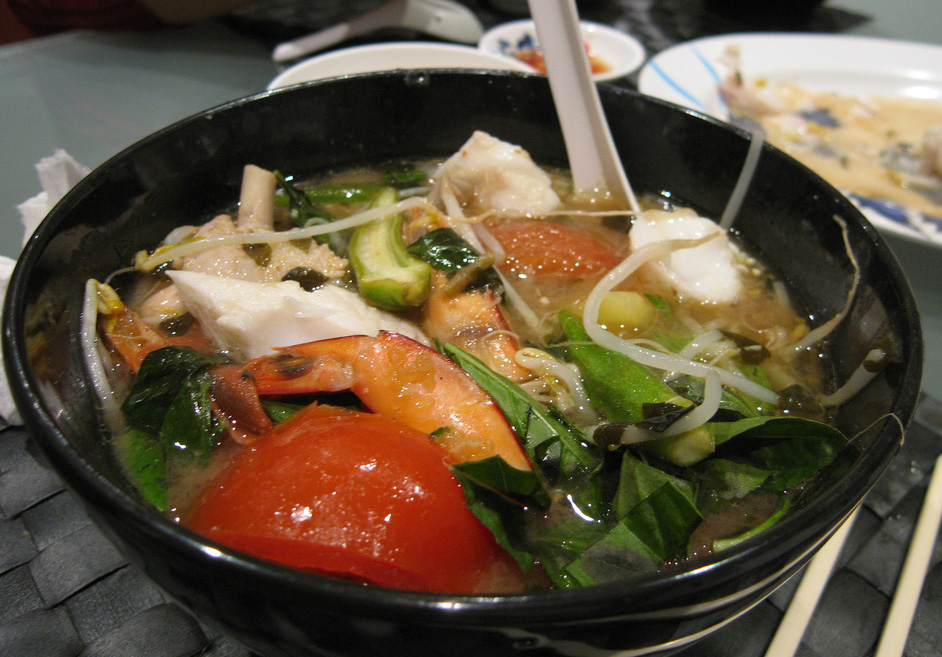
canh chua (cuisine vietnamienne).

Aux Philippines, où il est appelé kangkóng, les pousses tendres du liseron d'eau sont coupées en segments et cuites avec les feuilles, dans des ragoûts de poisson et de viande, tels que le sinigang . Le légume est également couramment consommé seul. Dans l’adobong kangkóng (également appelé apan-apan), il est sauté dans de l'huile de cuisson, avec de l'oignon, de l'ail, du vinaigre, du vinaigre et de la sauce soja. Dans l’ensaladang kangkóng (ou kinilaw na kangkóng), les feuilles sont blanchies et servies dans du vinaigre ou du jus de calamansi et des tomates et oignons frais avec du sel et du poivre selon le goût,. Dans le binagoongang kangkóng (ou ginisang kangkóng), elles sont sautées avec de l'ail et garnies de bagoong alamang (pâte de crevettes) ou de bagoong isda (poisson fermenté) et de tranches de tomates et d'oignons frais, généralement également avec des dés croustillants de liempo (poitrine de porc) ou de porc adobo. Elles peuvent aussi être assaisonnées avec des poivrons, de la sauce de soja, du poivre noir et du sucre. ce plat diffère de l’adobong kangkóng en ce qu'il n'utilise pas de vinaigre,,,.
Un apéritif local, le kangkóng croustillant, est préparé avec des feuilles enrobées d'une pâte à base de farine et frites jusqu'à ce qu'elles soient croustillantes, comme les légumes à la tempura de la cuisine japonaise,,.

### Plante médicinale
En médecine traditionnelle, le liseron d'eau est utilisé pour traiter diverses affections. Les jeunes pousses sont utilisées comme laxatif léger et pour soigner le diabète. La plante a démontré une activité hypoglycémique par voie orale lors de tests menés chez des patients diabétiques; il a été démontré qu'un extrait aqueux de feuille peut être aussi efficace que le tolbutamide pour réduire la glycémie.
Dans la médecine traditionnelle indienne (Ayurveda), il est rapporté que l'administration orale de feuilles d’Ipomoea aquatica conduit à guérir des affections telles que la jaunisse ou les maladies du foie,.
La plante est aussi utilisée contre la constipation, des abcès, les saignements de nez et l'hypertension artérielle, et aurait des effets anthelminthiques, anti-épileptiques, hypolipidémiques, antimicrobiens et anti-inflammatoires. Le jus séché serait un purgatif puissant. La plante serait également efficace dans l'inhibition de la synthèse des prostaglandines.
La décoction de feuilles est utilisée pour traiter la toux. Les feuilles frites sont consommées pour refroidir la fièvre. Les feuilles broyées sont appliquées en cataplasme sur les plaies et les furoncles.
Une pâte à base de bourgeons est utilisée comme cataplasme pour traiter les maladies de la peau telles que la teigne, le pied d'athlète, etc..
Les racines sont laxatives, toniques et antidotes. On les utilise pour favoriser les vomissements et traiter les intoxications à l'opium ou à l'arsenic, ainsi que pour contrer les effets de la consommation d'eau insalubre. Une décoction de racines est utilisée comme gel contre les hémorroïdes,.
Le liseron d'eau est également utilisé comme sédatif pour favoriser la relaxation et le sommeil.
Dans la pharmacopée cambodgienne, les tiges et les feuilles entrent dans la composition d'un remède contre le délire causé par une forte température.

### Plante fourragère
Le liseron d'eau est parfois cultivé et récolté comme fourrage pour l'alimentation animale, principalement des porcs et des bovins en Asie du Sud-Est, où cette plante est cultivée dans des étangs fertilisés avec des eaux usées. C'est une plante très appétente pour les animaux et qui permet des rendements élevés. En Malaisie, cette plante est largement cultivée dans des étangs à poissons et utilisé pour nourrir les porcs. Selon une étude cambodgienne de 2008, le liseron d'eau, utilisé en complément d'alimentation dans la pisciculture en étang alimentée par des effluents d'élevage de porcs, permet d'améliorer le rendement en poissons de 76,4 %. En Chine, la co-culture d’Ipomoea aquatica dans des étangs d'élevage de tortues trionyx de Chine (Pelodiscus sinensis), permet aussi d'améliorer substantiellement le rendement économique de cet élevage.

## Aspects sanitaires
Lorsqu'il est récolté dans des zones contaminées, notamment en Thaïlande où Ipomoea aquatica et plusieurs autres plantes aquatiques sont les hôtes d'escargots (Segmentina sp.) parasités par des douves, le liseron d'eau consommé cru peut transmettre une espèce de douves, Fasciolopsis buski , parasite intestinal de l'homme et du porc, provoquant la fasciolopsiose,.
On a démontré que les escargots de l'espèce Pomacea canaliculata qui sont des ravageurs du liseron aquatique (et d’autres plantes aquatiques), sont un hôte intermédiaire d'un nématode parasite, Angiostrongylus cantonensis, agent de la méningo-encéphalite à éosinophiles chez l'homme à Taïwan et au Japon.
En Asie du Sud-Est, les eaux dans lesquelles on récolte l'épinard aquatique (Ipomoea aquatica), cultivé ou sauvage, peuvent recevoir des eaux usées contenant divers polluants provenant d’activités humaines diverses. Les plantes peuvent être contaminées par différents germes provenant de matières fécales : coliformes thermotolérants (ThC), œufs d'helminthes intestinaux et protozoaires parasites. Cela a été montré dans le cas d'une étude de 2005 concernant le lac Boeng Cheung Ek, près de Phnom Penh (Cambodge). Cependant, les processus biologiques et physiques naturels opérant dans le lac font baisser le nombre de ThC évalué au point de sortie des eaux presque au niveau recommandé par l'OMS pour l'eau d'irrigation,. Elles peuvent aussi accumuler des métaux lourds. Une étude concernant des sites de cultures du Grand Bangkok (en) (Thaïlande), a permis d'estimer les concentrations de plomb (Pb), cadmium (Cd), mercure (Hg) total et méthylmercure. Les concentrations de Pb et de Cd chez Ipomoea aquatica ne semblaient pas constituer une menace directe pour la santé humaine, cependant, les concentrations de mercure étaient très élevées sur certains sites, en particulier dans les feuilles (valeur moyenne la plus élevée : 1 440 μg/kg de poids sec), ce qui pourrait constituer une menace, en particulier pour les enfants et les fœtus, car le mercure chez Ipomoea aquatica était composé, parfois en totalité, de méthylmercure.